# Черемушки (Красночетайський район)
Чере́мушки (рос. Черёмушки, чув. Черемушки) — селище у Чувашії Російської Федерації, у складі Атнарського сільського поселення Красночетайського району.
Населення — 79 осіб (2010; 100 в 2002, 40 в 1979). Національний склад — чуваші, росіяни.
Національний склад (2002):
- чуваші — 98 %

## Історія
Засновано 31 березня 1977 року як поселення при Красночетайському лісгоспі. Жителі займались лісовим господарством.